# یاسر الحبیب
یاسر الحبیب (زاده ۲۰ ژانویه ۱۹۷۹ در کویت)، روحانی شیعه، مالک شبکه تلویزیونی «فدک» و همچنین مؤسس «اتحادیه خدام المهدی» و مسجد‌المحسن در فولمر و نویسنده چند کتاب و نویسنده فیلم «بانوی بهشت» است. 
یاسر الحبیب توسط دولت کویت سلب تابعیت کویتی شد و این اقدام با انتقاد نمایندگان مجلس کویت مواجه شد. وی در سال ۲۰۰۱ به عضویت «هیئت خدام‌‌ المهدی» در کویت درآمد؛ اما در سال ۲۰۰۴ به دلیل بروز مشکلاتی بین او و دولت کویت، دفتر این هیئت پلمپ شد و شیخ‌الحبیب بازداشت، سپس آزاد و به انگلیس تبعید شد.

## فعالیت‌ها
الحبیب شبکه‌ی ماهواره‌ای فدک را راه‌اندازی کرد.
یاسر الحبیب از سال ۲۰۰۱ هیئتی به نام «خدام المهدی» در کویت تأسیس کرد و در سال ۲۰۰۴، به نوشته وبگاه تابناک، به دلیل تندروی‌‌هایش زندانی و پس از مدتی آزاد و از این کشور اخراج شد. وی سپس به لندن رفت، جایی که سید مجتبی حسینی شیرازی یکی از خاندان شیرازی‌ها و برادر کوچکتر صادق شیرازی از سال‌های دهه پنجاه در آن سکونت داشتند. به نوشته روزنامه دیلی میل، وی در دهکده ثروتمند فولمر در اطراف باکینگهام‌شر جنوبی یک کلیسای متروکه را به قیمت ۲ میلیون پوند خریداری کرده و آن را به مرکز فعالیت‌های خود از جمله شبکه تلویزیونی اش (تلویزیون فدک) تبدیل کرده است.
وی در رمضان سال ۱۳۸۹، از کانال تلویزیونی خود ضمن جشن گرفتن سالگرد مرگ عایشه همسر محمد، انتقادات صریحی به عایشه روا داشت و سپس با انتشار کتابی که به ادعای او تمام مطالب آن از منابع اهل سنت ثابت شده‌اند به بازنشر انتقادات خود پرداخت.

## انتقادات به وی
همچنین کمیسیون نظارت بر رسانه‌ها در انگلیس (آفکام) اعلام کرد که به دلیل پخش برنامه‌های این شبکه در خارج از انگلیس، امکان برخورد با این کانال را ندارد. دفتر خیریه خدام المهدی در انگلیس نیز مورد تحقیق دولتی قرار گرفت.
برخی از روحانیون و مراجع تقلید شیعه از جمله ناصر مکارم شیرازی انتقادات شدیدی به او کرده و وی را متهم به برهم زدن وحدت شیعه و سنی کرده‌اند.

## تالیفات
- الفاحشة الوجه الآخر لعائشة (فاحشه چهرهٔ دیگر عایشه) در سال ۲۰۱۰ میلادی در لندن چاب شده‌است.
- تحریر الإنسان الشیعی.
- حل الاشکال (بحثی پیرامون اظهار برائت به صورت علنی و آشکارا)
- توطئات التسع (مباحث اظهار لعن علنی را به شکل علمی مقدمه‌سازی کرده‌است و به اشکالات وارده در این زمینه پاسخ داده‌است)